# Coupe du monde B de combiné nordique 2002
Navigation
2000 — 2001 2002 — 2003
| \| Vuokatti Taivalkoski Bardu Planica Klingenthal Baiersbronn Saalfelden \| Les sites des compétitions (manquent Calgary et Lake Placid) |
| Vuokatti Taivalkoski Bardu Planica Klingenthal Baiersbronn Saalfelden                                                                    |

La coupe du monde B de combiné nordique 2001 — 2002 fut la douzième édition de la coupe du monde B de combiné nordique, compétition de combiné nordique organisée annuellement de 1991 à 2008 et devenue depuis la coupe continentale.
Elle s'est déroulée du 1er décembre 2001 au 3 mars 2002, en 21 épreuves, dont les deux dernières furent annulées, faut de quoi l'ultime épreuve de la compétition aurait eu lieu le 10 mars 2002.
Cette coupe du monde B a débuté en Finlande, dans la station de Vuokatti, puis à Taivalkoski et a fait étape au cours de la saison
en Norvège (Bardu),
en Slovénie (Planica),
en Allemagne (Klingenthal et Baiersbronn),
en Autriche (Saalfelden),
pour s'achever au Canada, à Calgary - et non aux États-Unis, à Lake Placid, où les dernières épreuves étaient prévues avant leur annulation.
Cette coupe du monde B a été remportée par le norvégien Sverre Rotevatn, qui avait obtenu deux ans plus tôt la deuxième place du classement général de cette même compétition.

## Classement général
| Rang | Nom                |
| ---- | ------------------ |
| 1    | Sverre Rotevatn    |
| 2    | Carl Van Loan      |
| 3    | Jens Salumäe       |
| 4    | Petr Šmejc (cs)    |
| 5    | Wilhelm Denifl     |
| 6    | Sylvain Guillaume  |
| 7    | Kenneth Braaten    |
| 8    | Andrej Jezeršek    |
| 9    | Norihito Kobayashi |
| 9    | Nathan Gerhart     |
| 11   | Michal Pšenko      |
| 12   | Kris Erichsen      |

## Calendrier
| Date                  | Épreuve                | Vainqueur                                                               | Deuxième                                            | Troisième                                                      |
| 1 — 2. Vuokatti       |                        |                                                                         |                                                     |                                                                |
| 1/12/2001             | K90 / 15 km            | Espen Rian                                                              | Bernhard Gruber                                     | Nicolas Bal                                                    |
| 2/12/2001             | Mass-start 15 km / K90 | Mathieu Martinez                                                        | Jan Schmid                                          | Jouni Kaitainen                                                |
| 3. Taivalkoski        |                        |                                                                         |                                                     |                                                                |
| 5/12/2001             | K90 / 7,5 km           | Antti Kuisma                                                            | Stephan Münchmeyer                                  | Thorsten Schmitt                                               |
| 4 — 5. Bardu          |                        |                                                                         |                                                     |                                                                |
| 8/12/2001             | K90 / 15 km            | Petr Šmejc (cs)                                                         | Bernhard Gruber                                     | Stephan Münchmeyer                                             |
| 9/12/2001             | K90 / 7,5 km           | Nicolas Bal                                                             | Alexeï Barannikov                                   | Jan Schmid                                                     |
| 6 — 7. Planica        |                        |                                                                         |                                                     |                                                                |
| 15/12/2001            | K90 / 15 km            | Andrej Jezeršek                                                         | Christian Beetz                                     | Alexeï Fadeyev                                                 |
| 16/12/2001            | K90 / 15 km            | Petr Šmejc (cs)                                                         | Alexeï Fadeyev                                      | Antti Kuisma                                                   |
| 8 — 10. Klingenthal   |                        |                                                                         |                                                     |                                                                |
| 4/01/2002             | K90 / 7,5 km           | Kenneth Braaten                                                         | Johnny Spillane                                     | Andreas Hartmann                                               |
| 5/01/2002             | K90 / 3 x 5 km         | Russie I- Vladimir Łysenine (ru) - Valeri Stoliarov - Alexeï Barannikov | Estonie- Rauno Pikkor - Villu Teder - Tambet Pikkor | États-Unis- Jed Hinkley (de) - Johnny Spillane - Carl Van Loan |
| 6/01/2002             | K90 / 15 km            | Frédéric Baud                                                           | Andreas Hurschler                                   | Alexeï Barannikov                                              |
| 11 — 13. Baiersbronn  |                        |                                                                         |                                                     |                                                                |
| 11/01/2002            | Mass-start 10 km / K90 | Jan Schmid                                                              | Kenneth Braaten                                     | Andreas Hurschler                                              |
| 13/01/2002            | K90 / 7,5 km           | Frédéric Baud                                                           | Andreas Hurschler                                   | Andreas Hartmann                                               |
| 14/01/2002            | K90 / 7,5 km           | Jan Schmid                                                              | Andreas Hurschler                                   | Milan Kučera                                                   |
| 14 — 15. Saalfelden   |                        |                                                                         |                                                     |                                                                |
| 18/01/2002            | K90 / 7,5 km           | Frédéric Baud                                                           | Carl Van Loan                                       | Espen Rian                                                     |
| 19/01/2002            | K90 / 15 km            | Espen Rian                                                              | Jason Myslicki                                      | Carl Van Loan                                                  |
| 16 — 18 . Calgary     |                        |                                                                         |                                                     |                                                                |
| 28/02/2002            | K90 / 15 km            | Jason Myslicki                                                          | Wilhelm Denifl                                      | Norihito Kobayashi                                             |
| 2/03/2002             | K90 / 7,5 km           | Andrej Jezeršek                                                         | Jason Myslicki                                      | Wilhelm Denifl                                                 |
| 3/03/2002             | Mass-start 10 km / K90 | Wilhelm Denifl                                                          | Nathan Gerhart                                      | Kris Erichsen                                                  |
| 19 — 21 . Lake Placid |                        |                                                                         |                                                     |                                                                |
| 7/03/2002             | K90 / 7,5 km           | Wilhelm Denifl                                                          | Sverre Rotevatn                                     | Alex Glueck                                                    |
| 9/03/2002             | Mass-start 10 km / K90 | Épreuve annulée                                                         | Épreuve annulée                                     | Épreuve annulée                                                |
| 10/03/2002            | K90 / 15 km            | Épreuve annulée                                                         | Épreuve annulée                                     | Épreuve annulée                                                |